# Pondok (Nguter)
Pondok is een bestuurslaag in het regentschap Sukoharjo van de provincie Midden-Java, Indonesië. Pondok telt 3533 inwoners (volkstelling 2010).